# Oxira rufistigma
Oxira rufistigma là một loài bướm đêm trong họ Noctuidae.